# Rain Over Me
"Rain Over Me" là một ca khúc của nam ca sĩ nhạc rap người Mỹ Pitbull từ album phòng thu thứ sáu của anh, Planet Pit. Ca khúc có sự góp giọng của nam ca sĩ người Mỹ Marc Anthony. Ca khúc này được sáng tác bởi Armando C. Perez, RedOne, Marc Anthony, Bilal "The Chef" Hajji, AJ Janussi, Rachid Aziz và được sản xuất bởi RedOne, David Rush và Jimmy Joker. Ban đầu, ca khúc này được phát hành vào ngày 10 tháng 6 năm 2012 và là đĩa đơn quảng bá thứ ba cho Planet Pit, nhưng sau đó, ca khúc đã được chọn làm đĩa đơn chính thức thứ ba của album và được phát hành vào ngày 19 tháng 7 năm 2011. "Rain Over Me" lọt vào bảng xếp hạng Billboard Hot 100 của Mỹ tại vị trí #30. Đồng thời, ca khúc cũng trở thành đĩa đơn thứ hai của Pitbull đạt vị trí quán quân trên bảng xếp hạng Billboard Hot Latin Songs và cũng là đĩa đơn đầu tiên của anh đạt vị trí quán quân trên bảng xếp hạng Tropical Songs. Thêm vào đó, đây cũng là đĩa đơn quán quân thứ sáu của Marc Anthony trên bảng xếp hạng Hot Latin Songs và cũng là đĩa đơn quán quân thứ hai mươi của anh trên Tropical Songs, lấy lại vị trí của anh như là nghệ sĩ có nhiều đĩa đơn quán quân trên Tropical Songs nhất, mà trước đó vị trí này thuộc về Víctor Manuelle.. Video âm nhạc của ca khúc được đạo diễn bởi David Rosseau, người đã từng đạo diễn rất nhiều video âm nhạc của Pitbull trước đó, bao gồm cả "I Know You Want Me (Calle Ocho)".

## Bối cảnh
"Rain Over Me" là một ca khúc nhạc eurodance được sản xuất bởi RedOne, David Rush và Jimmy Joker. Ban đầu, ca khúc này được phát hành vào ngày 10 tháng 6 năm 2012 và là đĩa đơn quảng bá thứ ba cho Planet Pit, album phòng thu thứ sáu của Pitbull. Nhưng sau đó, ca khúc đã được chọn làm đĩa đơn chính thức thứ ba của album và được phát hành vào ngày 19 tháng 7 năm 2011.

## Video âm nhạc
Video âm nhạc cho "Rain Over Me" được đăng tải trên kênh VEVO chính thức của Pitbull vào ngày 22 tháng 7 năm 2011. Video được đạo diễn bởi David Rousseau. Trong video có sự xuất hiện của cả Pitbull và Marc Anthony trên một sa mạc rộng lớn, cùng với nữ diễn viên Natalie Martinez, và nhiều hiệu ứng của nước. Đến nay, video đã đạt được hơn 583 triệu lượt xem.

## Danh sách ca khúc
- Tải kỹ thuật số[6]

1. "Rain Over Me" (hợp tác với Marc Anthony) – 3:51

- Đĩa đơn CD mở rộng ở Đức[7]

1. "Rain Over Me" (Album Version) (hợp tác với Marc Anthony)
2. "Rain Over Me" (Joe Maz Remix) (hợp tác với Marc Anthony)

- Bản remix khác

1. Rain Over Me" (Jorge Duran Remix) - 2:53

## Tham gia thực hiện
- Pitbull – sáng tác, hát chính
- RedOne – sáng tác, sản xuất, nhạc cụ, lập trình, chỉnh giọng
- Marc Anthony – sáng tác, hát chính
- Bilal "The Chef" Hajji – sáng tác
- AJ Janussi – sáng tác, chỉnh giọng, thu âm
- Rachid Aziz – sáng tác
- David Rush – sản xuất, nhạc cụ, lập trình
- Jimmy Joker – sản xuất, nhạc cụ, lập trình
- Trevor Muzzy – chỉnh giọng, thu âm, phối khí
- Al Burna – thu âm giọng Pitbull
- Tom Coyne – điều khiển

Thông tin được lấy từ ghi chú album Planet Pit.

## Xếp hạng và chứng nhận
| Bảng xếp hạng (2011)                            | Vị trí cao nhất |
| ----------------------------------------------- | --------------- |
| Úc (ARIA)                                       | 9               |
| Áo (Ö3 Austria Top 40)                          | 5               |
| Bỉ (Ultratop 50 Flanders)                       | 8               |
| Bỉ (Ultratop 50 Wallonia)                       | 2               |
| Canada (Canadian Hot 100)                       | 7               |
| Cộng hòa Séc (Rádio Top 100)                    | 8               |
| Đan Mạch (Tracklisten)                          | 2               |
| Phần Lan (Suomen virallinen lista)              | 2               |
| Pháp (SNEP)                                     | 2               |
| Đức (GfK)                                       | 7               |
| Hungary (Dance Top 40)                          | 2               |
| Hungary (Rádiós Top 40)                         | 2               |
| Iceland (Lagalistinn)                           | 27              |
| Ireland (IRMA)                                  | 16              |
| Israel (Media Forest)                           | 6               |
| Mexican Airplay Chart (Billboard International) | 6               |
| Hà Lan (Dutch Top 40)                           | 16              |
| Hà Lan (Single Top 100)                         | 17              |
| New Zealand (Recorded Music NZ)                 | 7               |
| Na Uy (VG-lista)                                | 2               |
| Scotland (OCC)                                  | 20              |
| Ba Lan (Video Chart)                            | 1               |
| Romania (Romanian Top 100)                      | 1               |
| Slovakia (Rádio Top 100)                        | 1               |
| Tây Ban Nha (PROMUSICAE)                        | 1               |
| Spanish Airplay Chart (Promusicae)              | 3               |
| Thụy Điển (Sverigetopplistan)                   | 12              |
| Thụy Sĩ (Schweizer Hitparade)                   | 3               |
| Anh Quốc (OCC)                                  | 28              |
| Hoa Kỳ Billboard Hot 100                        | 30              |
| Hoa Kỳ Hot Latin Songs (Billboard)              | 1               |
| Hoa Kỳ Tropical Airplay (Billboard)             | 1               |
| Hoa Kỳ Pop Airplay (Billboard)                  | 20              |
| Hoa Kỳ Hot Rap Songs (Billboard)                | 25              |

| Bảng xếp hạng (2012)               | Vị trí cao nhất |
| ---------------------------------- | --------------- |
| Spanish Airplay Chart (Promusicae) | 33              |

| Bảng xếp hạng (2011)       | Vị trí |
| -------------------------- | ------ |
| Austrian Singles Chart     | 36     |
| German Singles Chart       | 63     |
| Greek Airplay Chart        | 79     |
| Hungarian Airplay Chart    | 29     |
| Polish Dance Singles Chart | 18     |
| Romanian Top 100           | 22     |
| Spanish Singles Chart      | 8      |
| Swiss Singles Chart        | 15     |

| Quốc gia                                  | Chứng nhận | Số đơn vị/doanh số chứng nhận |
| ----------------------------------------- | ---------- | ----------------------------- |
| Úc (ARIA)                                 | Bạch kim   | 70.000^                       |
| Áo (IFPI Áo)                              | Vàng       | 15.000*                       |
| Đan Mạch (IFPI Đan Mạch)                  | Vàng       | 15.000^                       |
| Đức (BVMI)                                | Vàng       | 250.000^                      |
| Ý (FIMI)                                  | Vàng       | 15.000*                       |
| Tây Ban Nha (PROMUSICAE)                  | Bạch kim   | 40.000*                       |
| Thụy Sĩ (IFPI)                            | Vàng       | 15.000^                       |
| ^ Chứng nhận dựa theo doanh số nhập hàng. |            |                               |

## Lịch sử phát hành
| Quốc gia | Ngày                 | Định dạng                          |
| -------- | -------------------- | ---------------------------------- |
| Mỹ       | 10 tháng 6 năm 2011  | Tải kỹ thuật số — đĩa đơn quảng bá |
| Úc       | 4 tháng 7 năm 2011   | Đài phát thanh Contemporary Hit    |
| Mỹ       | 19 tháng 7 năm 2011  | Đài phát thanh airplay mainstream  |
| Pháp     | 5 tháng 9 năm 2011   | Đĩa CD                             |
| Đức      | 21 tháng 10 năm 2011 | Đĩa CD                             |